# Aménagement cyclable
Pour les articles homonymes, voir Aménagement.

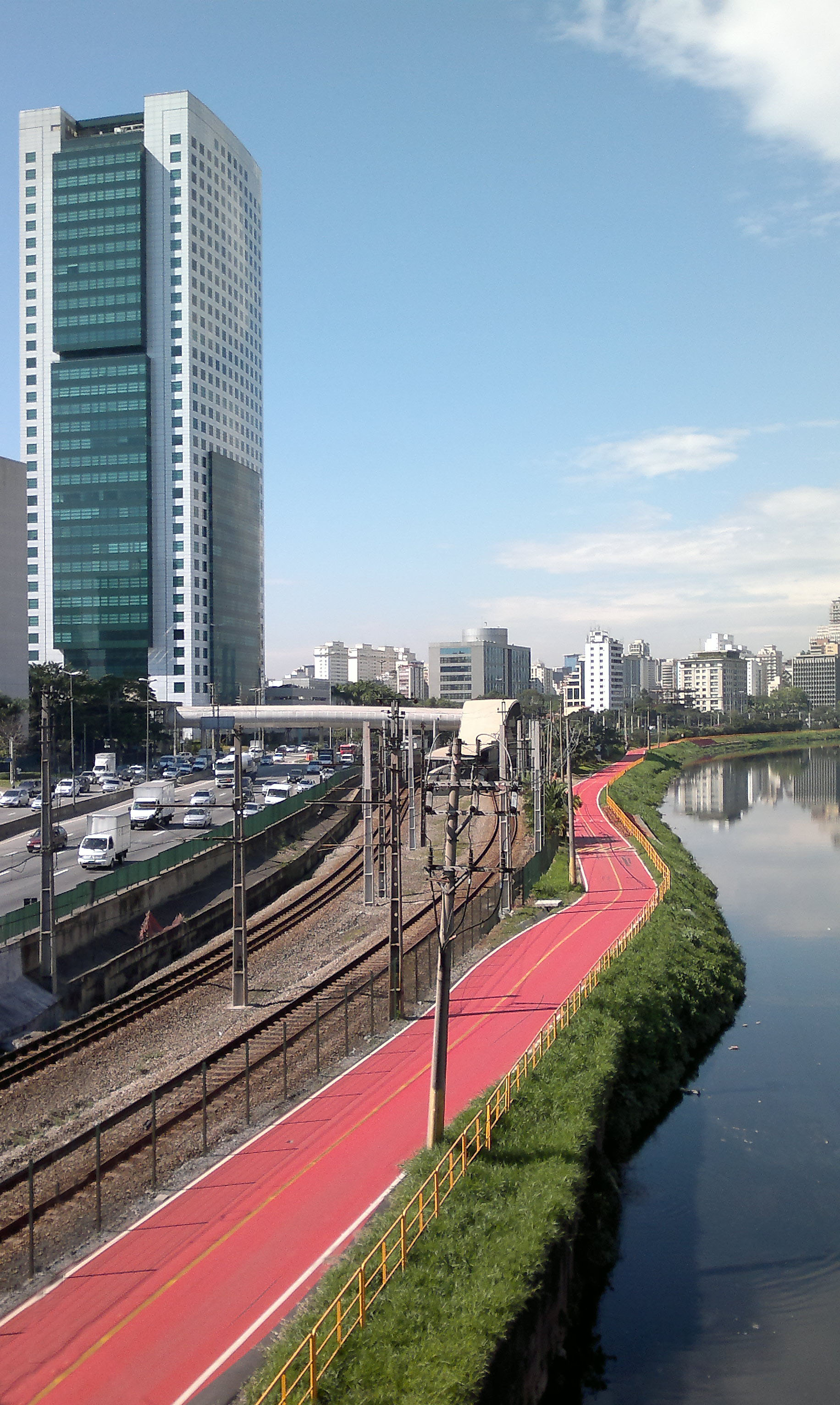
Une piste cyclable à Rio Pinheiros, São Paulo, Brésil.

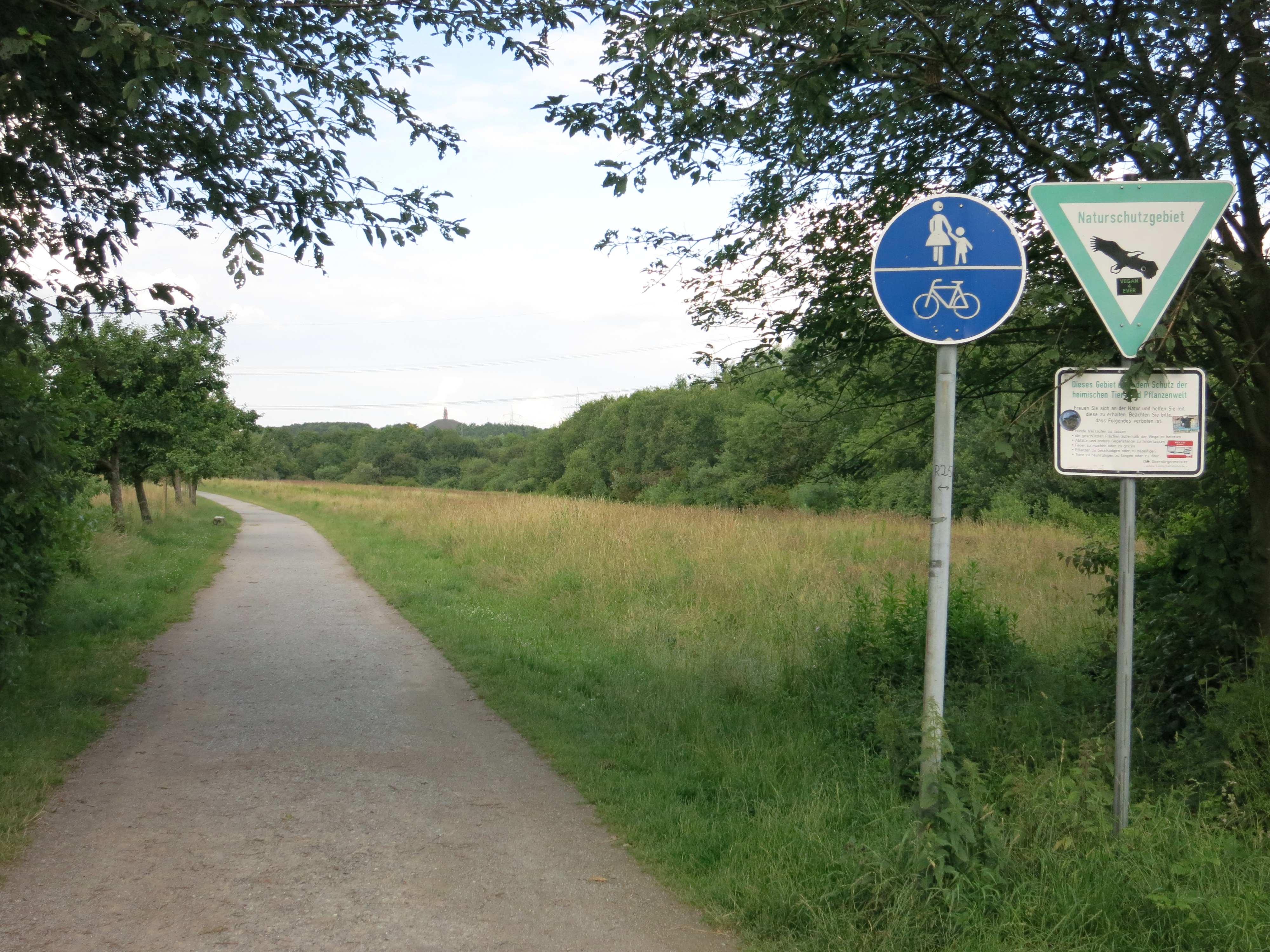
Une piste mixte piétons/cycles en Allemagne.

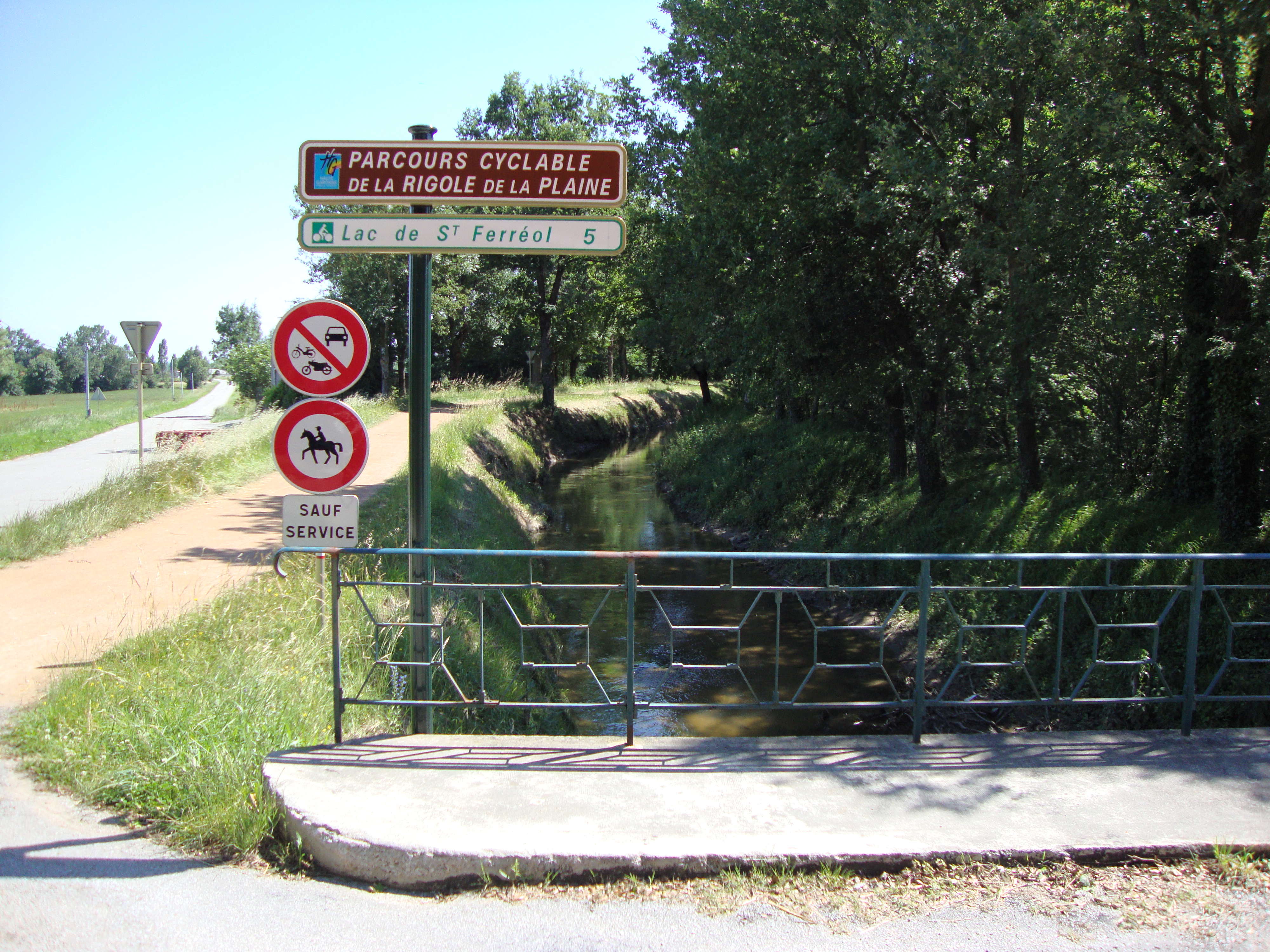
France, piste cyclable de la rigole de la plaine (Saint-Félix-Lauragais).

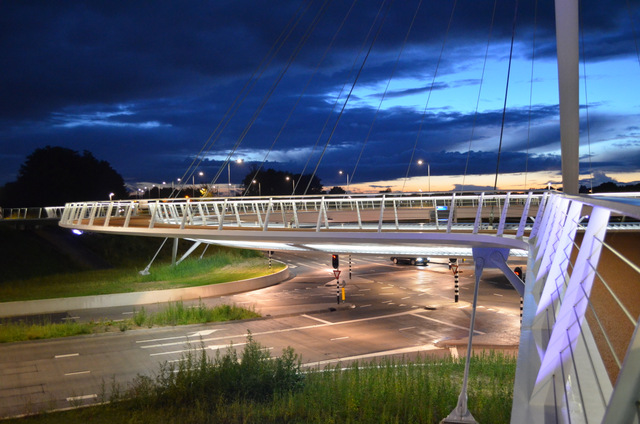
Pont pour cyclistes au-dessus du réseau routier (Pays-Bas).

Un aménagement cyclable est un dispositif de voirie destiné à organiser la circulation des cycles non motorisés. Ces aménagements peuvent prendre la forme de chaussées dédiées aux cyclistes, restreintes à certains usagers dont les cyclistes, de panneaux indicateurs spécifiques ou de facilités de circulation.
Les aménagements cyclables ont pour but d'écarter les personnes se déplaçant à vélo, à des fins utilitaires, sportives ou touristiques, des chaussées où la circulation motorisée, par sa densité, son encombrement et sa vitesse beaucoup plus élevée, met les cyclistes en insécurité et où le partage des voies cause des conflits de vitesse insupportables.
Pour lutter contre le vol et le stationnement anarchique des cycles, le stationnement des vélos peut être organisé sous forme de râteliers ou d'arceaux permettant de fixer un vélo avec un dispositif antivol.
Du fait que les itinéraires préférables à vélo ne sont pas ceux prescrits ou conseillés pour d'autres catégories de véhicules, les aménageurs peuvent mettre en place une signalisation indiquant des directions pour les cyclistes.

## Histoire
Le développement de la bicyclette à la fin du XIXe siècle et au début du XXe siècle a nécessité une régulation de leur circulation dans les villes occidentales. À cette époque, la bicyclette faisait partie des véhicules les plus rapides et les cyclistes ont été enjoints à rouler sur la chaussée. Après la Première Guerre mondiale, l'expansion de l'automobile en particulier dans les centres urbains, et le relèvement progressif des vitesses limites, ont conduit les aménageurs à aménager la voirie de manière à organiser et généralement séparer les cyclistes du trafic motorisé sur les voies à fort trafic.
Après la Seconde Guerre mondiale, la généralisation du trafic automobile a progressivement conduit à la suppression des aménagements cyclables pour permettre le stationnement automobile et faciliter l'écoulement du trafic. Cependant, les exigences croissantes de la population en matière de bien-être et de qualité de vie ont conduit à réintégrer le déplacement à vélo et à faire des aménagements, en particulier dans les communautés d'ancienne tradition urbaine. En 1977, l’État français choisit de cofinancer les pistes cyclables (avec les communes) pour favoriser l'usage du vélo en ville. En 1996, en Belgique, la ville de Gand est l'une des premières à interdire son espace de circulation aux voitures pour laisser la place au vélo.

## Principe et effets

### Cohabitation ou séparation

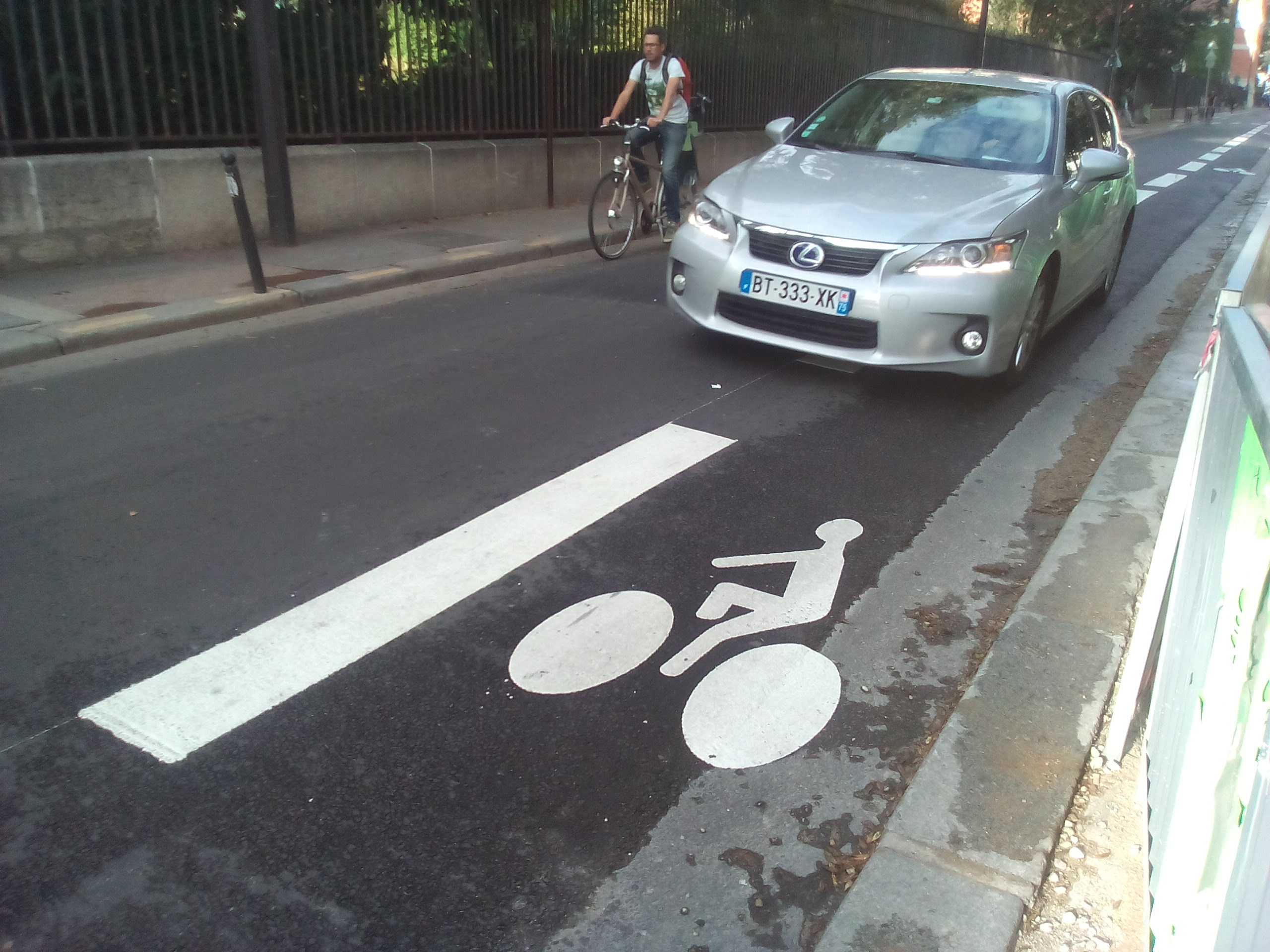
Une bande cyclable peinte sur la chaussée à Paris. Celle-ci est en double-sens cyclable.

La cohabitation de cyclistes avec le trafic motorisé est possible lorsque le trafic motorisé et cycliste est très faible et la vitesse limite effectivement pratiquée est inférieure à 30 km/h,. Si le trafic motorisé est intense ou plus rapide, le partage de la chaussée peut être mal vécu par les usagers. Les cyclistes, sans carrosserie pour les protéger d'une collision, sont effrayés par des véhicules beaucoup plus rapides et encombrants,,.
De manière générale, la séparation des cheminements conduit à une meilleure sécurité réelle et ressentie en section courante,,,. Mais si l'intégration aux intersections est mal pensée, l'insécurité aux intersections est accrue,,,, du fait du manque de lisibilité des cheminements cyclistes dans un contexte de circulation où les conducteurs ont une grande quantité d'informations à prendre en compte instantanément (autres véhicules, piétons, cyclistes). Aux Pays-Bas, la continuité des pistes est assurée dans les carrefours, notamment dans les carrefours protégés.

### Réglementation
En France, les pistes et bandes cyclables sont généralement réservées à la circulation des deux-roues non motorisés et des cycles à pédalage assisté. Aux Pays-Bas certaines catégories de deux-roues motorisés sont autorisés à emprunter les pistes cyclables. En Chine, de nombreuses avenues larges disposent d'une voie latérale multiusages, séparée par des barrières de la chaussée principale, qui sert aux véhicules à l'arrêt, aux cycles non motorisés et aux deux-roues motorisés légers.

## Aménagements dédiés à la circulation des cycles
Les cheminements cyclistes peuvent comprendre des tronçons où les vélos circulent sur des espaces dédiés.

### Piste cyclable

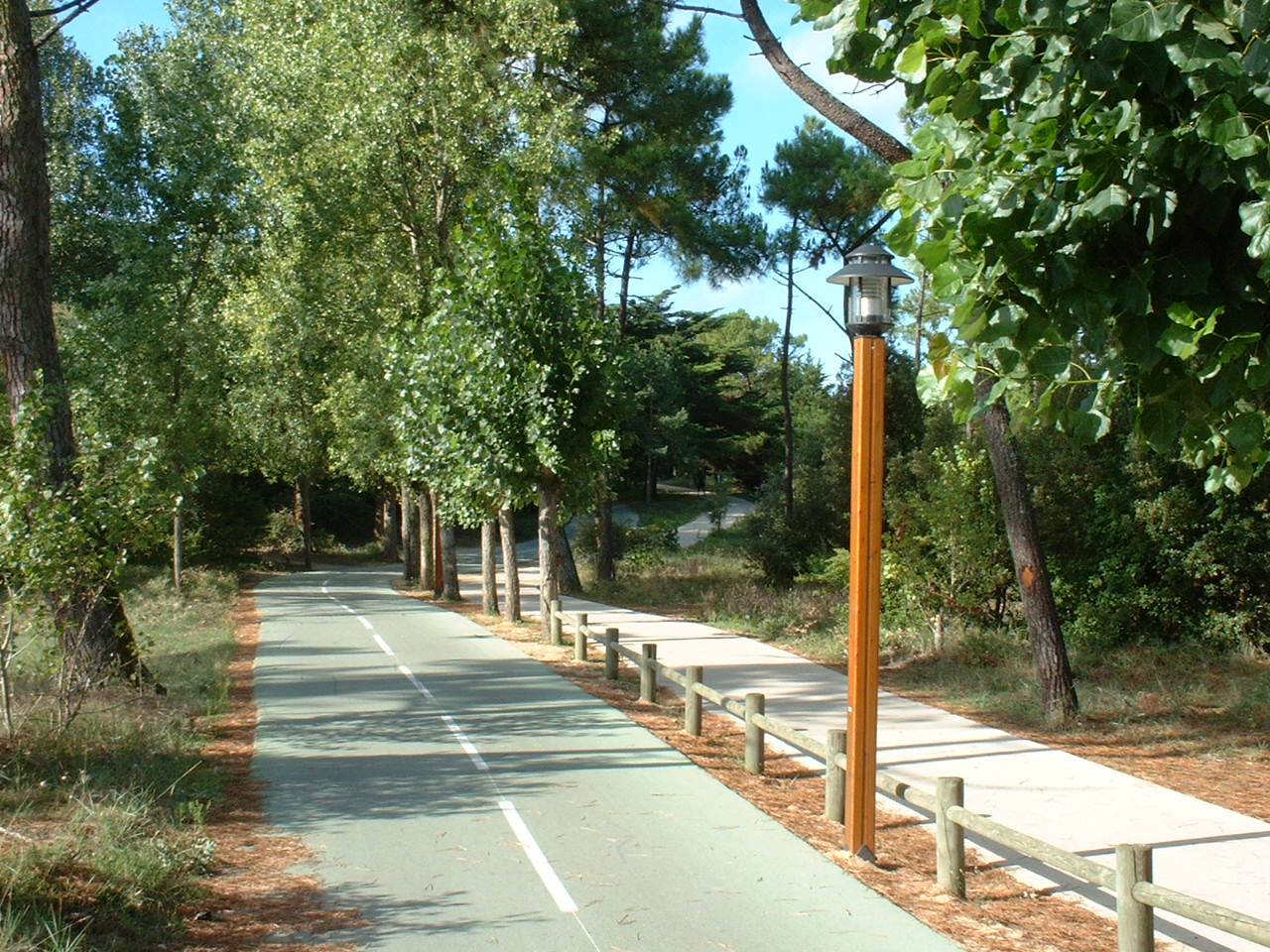
Piste cyclable française en « site propre ».

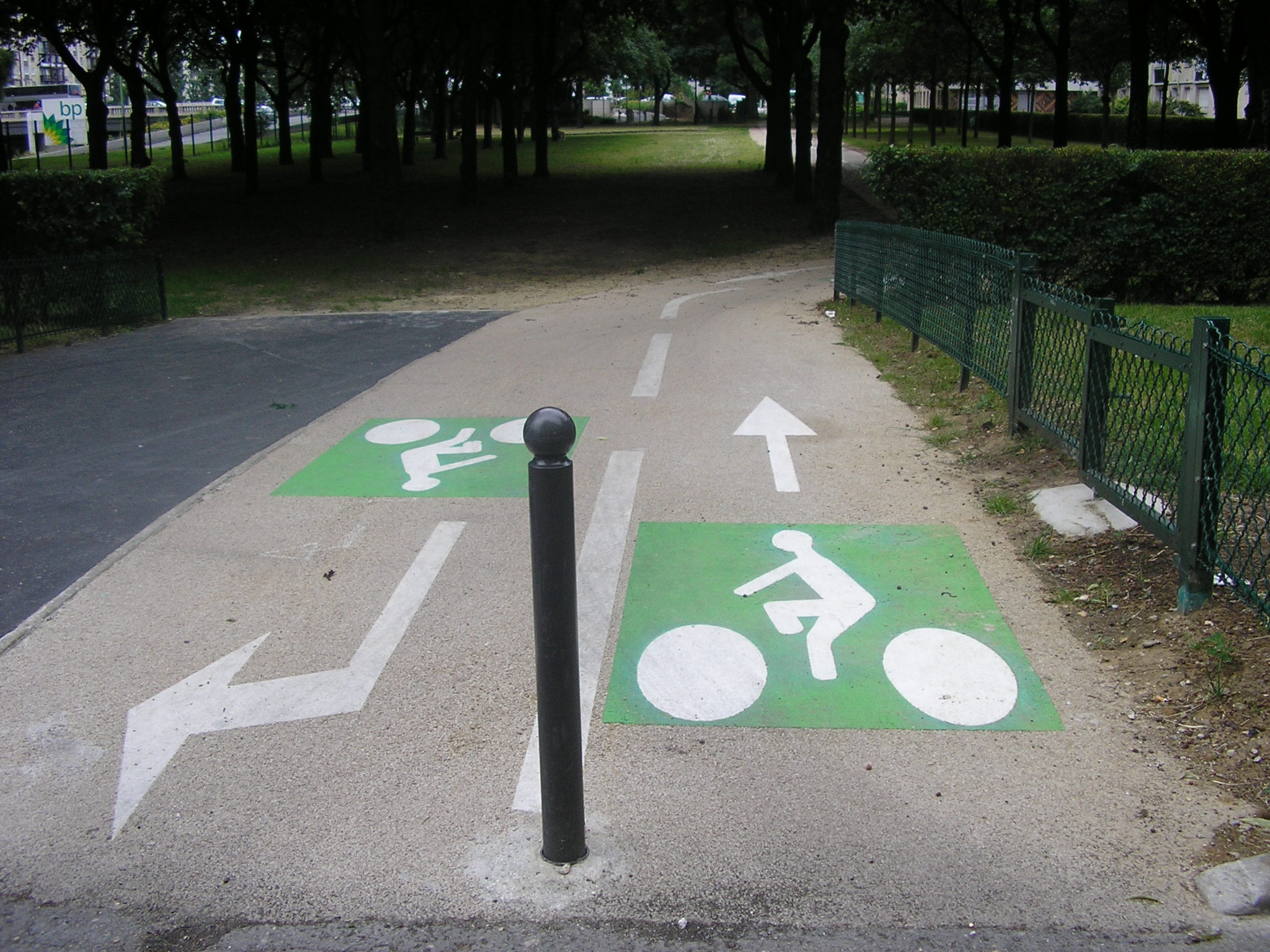
Liaison cyclable Paris Porte de Vincennes.

En France, une piste cyclable est une chaussée réservée aux cycles à deux ou trois roues (y compris les cycles à pédalage assisté). Voie de circulation à part entière, elle peut être adjacente à une chaussée ouverte à la circulation générale ou constituer un cheminement indépendant des autres voies.

#### Caractéristiques et entretien
La piste cyclable est l'aménagement qui, en section courante, est le plus sécurisé et le plus confortable pour les cyclistes, car ils sont isolés de la circulation et des abus possibles des conducteurs motorisés (ex. : conduite dangereuse, stationnement intempestif). Bien que ce type d'aménagement soit le plus onéreux et le plus consommateur en espace, les coûts de maintenance sont très réduits du fait de l'absence de véhicules lourds (ex. : réfection de l'enrobé) ; en zone arborée toutefois, les pistes cyclables au remblai peu épais peuvent facilement être déformées par les racines des arbres. Comme pour toute infrastructure de circulation, le manque de maintenance peut conduire à l'abandon de la piste cyclable devenue impraticable,. L'entretien courant des pistes cyclables (ex. : déblayage, déneigement) nécessite généralement des moyens dédiés, les véhicules d'entretien des routes ne pouvant pas toujours accéder à des zones fermées par des dispositifs anti-intrusion ou des chaussées étroites.

#### Réglementation

##### Piste cyclable et cyclomoteurs
En France, par décision de l'autorité investie du pouvoir de police, les cyclomoteurs peuvent être autorisés par dérogation à emprunter une piste cyclable (sans side-car ni remorque, article R431-9 du code de la route).
Une piste cyclable peut être bidirectionnelle ou à sens unique. Chaussée à part entière, elle est donc indépendante des voies qu'elle longe ou croise. La largeur recommandée pour une piste cyclable bidirectionnelle est de trois mètres, tandis que la largeur recommandée pour une piste à sens unique est de deux mètres. Lorsqu'une piste est dans le sens contraire de la circulation des véhicules, une bande supplémentaire de 50 cm est recommandée.
La piste cyclable n'est plus en France (depuis le décret 98-828 du 14 septembre 1998) un équipement que les cyclistes ont l'obligation d'emprunter, sauf si elle est annoncée par un panneau B22a « piste ou bande cyclable obligatoire ». Cependant, en France, lorsque la chaussée est bordée de chaque côté par une piste cyclable, les utilisateurs de cette piste doivent emprunter celle ouverte à droite de la route, dans le sens de la circulation. Par ailleurs, en 1996, en France, on considérait le contresens sur une piste cyclable comme une faute inexcusable (audience publique du 20 mars 1996), vu qu'un détour aurait été possible.

En décembre 1996, la nouvelle loi sur l'air oblige les grandes villes françaises à se doter d'un plan de déplacements urbains imposant notamment la mise au point d'itinéraires de pistes cyclables à l'occasion de réalisation ou de rénovation de voies urbaines. Cette loi, codifiée à l'article L 228-2 du code de l'environnement, prévoit que :

« À l'occasion des réalisations ou des rénovations des voies urbaines, à l'exception des autoroutes et voies rapides, doivent être mis au point des itinéraires cyclables pourvus d'aménagements sous forme de pistes, marquages au sol ou couloirs indépendants, en fonction des besoins et contraintes de la circulation. »

Cet article a été modifié par l'article 61 de la loi no 2019-1428 du 24 décembre 2019 d'orientation des mobilités, dite loi LOM.
Sur ce fondement, la jurisprudence retient que le pouvoir d'appréciation des collectivités au regard des besoins et contraintes de la circulation visés à l'article L.228-2 du code de l'environnement se limite au choix de l'aménagement, à savoir l'alternative entre des pistes cyclables, des marquages au sol ou des couloirs indépendants. Il a pu être jugé que :
- on ne peut se prévaloir d’un autre itinéraire cyclable pour s’exonérer de son obligation au titre de l’article L. 228-2 du code de l’environnement ;
- la présence d'arbres qui pouvaient être abattus ne fait pas obstacle à l'obligation de création itinéraire cyclable ;
- la qualification de rénovation de voies urbaines, au sens des dispositions de l’article L. 228-2 du code de l’environnement précité, s’entend de tous travaux, quelle qu’en soit l’ampleur, qu’une collectivité est amenée à réaliser sur la voirie dont l’entretien est à sa charge, dès lors que ces travaux sont de nature à modifier les conditions de circulation sur ces voies, soit par modification de leur profil, soit par adjonction ou suppression d’éléments de voirie, soit encore par réfection du revêtement ou du marquage de ces voies[26].

### Vélos et trottinettes électriques
En France, les cycles à pédalage assisté, dont l'assistance s'arrête à partir de 25 km/h, sont autorisés à emprunter les aménagements cyclables.
Dans certains pays, comme en France, la circulation des trottinettes électriques, limitées à 25 km/h, peut également être autorisée sur certaines voies sous certaines conditions définies par le Code de la route.

### Bande cyclable

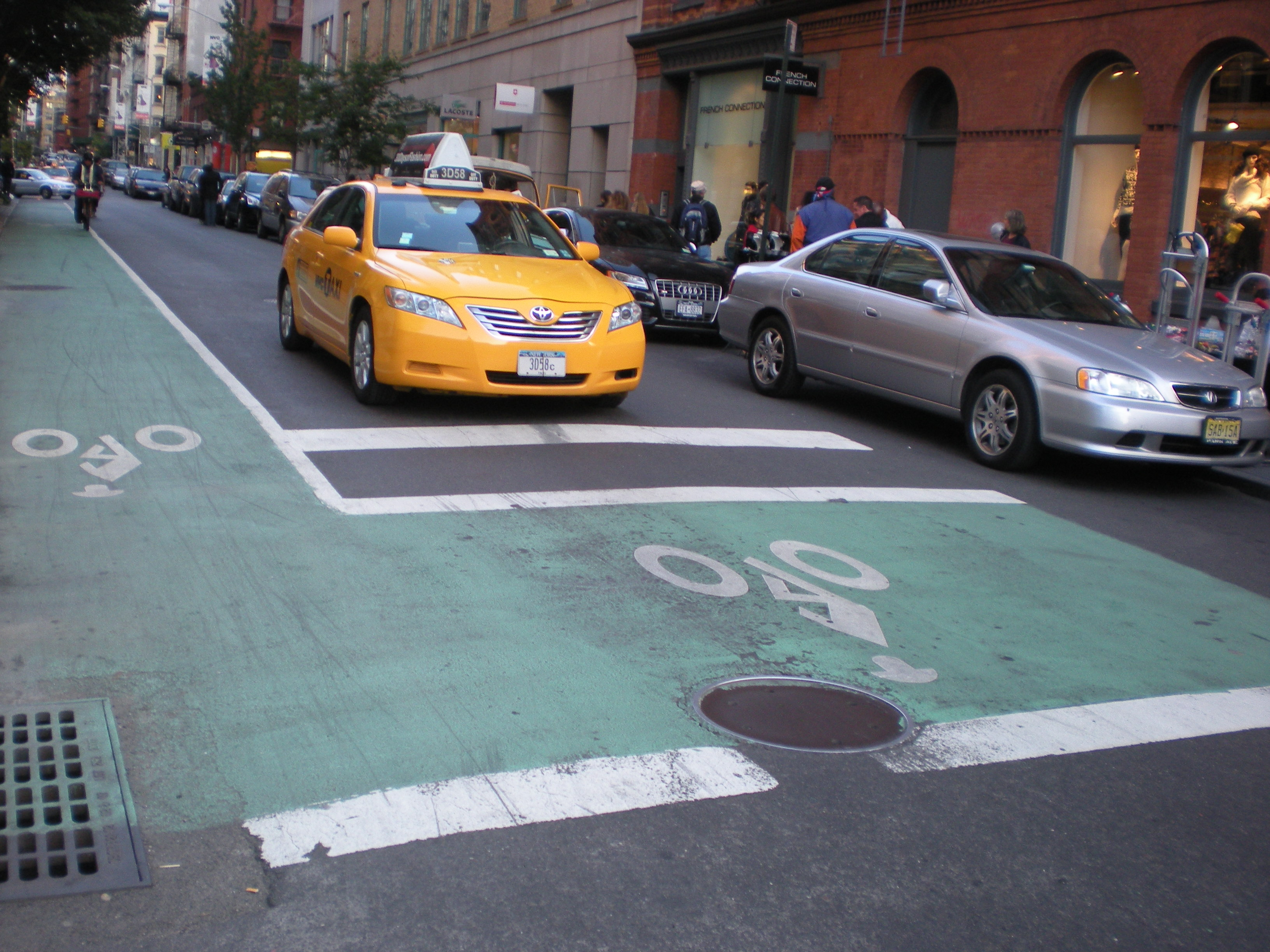
Bande et sas cyclable à New York.

Sur une chaussée à une ou plusieurs voies, une bande cyclable est une voie de circulation réservée aux cyclistes. Cette signalisation peut être complétée par des pictogrammes cyclistes et des flèches indiquant le sens de circulation. Le marquage la délimitant est généralement considéré comme infranchissable par les usagers motorisés mais franchissable par les cyclistes.

#### Aménagement
Partie intégrante de la voie sur laquelle elle est tracée, une bande cyclable présente généralement une largeur voisine de 1,5 m, une largeur de 1 m assurant un confort de circulation réduit mais acceptable si la bande est un contresens cyclable étroit. Placée généralement à l'extérieur de la chaussée, une bande cyclable jouxte le trottoir ou du stationnement latéral. Dans ce dernier cas la bande doit être élargie pour permettre aux cyclistes de circuler hors de portée des portières des véhicules qui peuvent s'ouvrir inopinément, en particulier dans le sens de circulation.

#### Avantages
Une bande cyclable assure une bonne insertion des cyclistes sur la chaussée et assure une meilleure lisibilité de ceux-ci par les autres usagers. Elle permet de réserver une partie de la chaussée à la circulation des cyclistes à l'exclusion de tout autre usager. Moins sécurisante qu'une piste cyclable, une bande cyclable renforce cependant la visibilité et la légitimité des cyclistes en circulation.
Généralement franchissable par les cyclistes l'empruntant, une bande cyclable demande moins de largeur qu'une piste cyclable unidirectionnelle pour un niveau de service équivalent.
Lorsque les bandes cyclables flanquent une chaussée à double sens, les chocs frontaux entre cyclistes et avec d'autres usagers sont impossibles.

#### Risques
Intégrée à la chaussée, une bande cyclable au bord de la chaussée expose les cyclistes à deux risques majeurs sources d'accidents mortels :
- l'ouverture de portière des véhicules en stationnement lorsque la bande est accolée à des stationnements pour automobiles, qui peut causer des accidents parfois mortels[27],[28],[29], entre un cycliste et une portière ouverte par le passager d'un véhicule stationné[22] ;
- les angles morts des gros véhicules (poids lourds, autobus) qui peuvent manœuvrer (ex. tourner à droite à une intersection) sans se rendre compte qu'un cycliste est présent sur la bande cyclable.

Ces comportements sont réprimés dans de nombreux pays,, avec des conséquences juridiques et financières généralement défavorables pour le conducteur motorisé fautif en cas d'accident, mais sont liés à une infrastructure défectueuse (ex. : bande cyclable trop étroite accolée au stationnement), à des véhicules mal conçus (ex. : rétroviseurs de camions) et au manque de sensibilisation des usagers (ex. ouvrir la portière de la main opposée pour se forcer à regarder dans l'angle mort, faire attention lors du dépassement de gros véhicules à vélo).
D'autres risques moins graves peuvent être causés par une mauvaise insertion de bandes cyclables :
- le stationnement illicite sur bande cyclable est source d'inconfort et d'insécurité pour les cyclistes, qui doivent s'organiser pour franchir l'obstacle créé et parfois se réinsérer dans un trafic plus rapide ;
- aux intersections, le risque d'accrochage par des véhicules effectuant des mouvements tournants est important si la bande cyclable n'est pas lisible, d'autant plus qu'elle impose l'examen des angles morts[33] ;
- si la bande cyclable n'est pas suffisamment lisible, les cyclistes peuvent subir des refus de priorité, par exemple sur un carrefour giratoire équipé d'une bande cyclable latérale qui laisse à penser que le cycliste va sortir immédiatement.

Pour dissuader les voitures d'emprunter les bandes cyclables, on trouve parfois des séparateurs de voies mais ces obstacles peuvent présenter un danger pour les cyclistes.
La bande cyclable n'est plus en France (depuis le décret 98-828 du 14 septembre 1998) un équipement que les cyclistes ont l'obligation d'emprunter, sauf cas particuliers signalés par un panneau « équipement cyclable obligatoire ».

## Aménagements partagés avec d'autres usagers

### Voie verte
Une voie verte est une chaussée partagée entre usagers non motorisés (piétons, cyclistes, parfois cavaliers). Les cyclistes peuvent y circuler sans priorité sur les autres usagers et doivent s'adapter à la vitesse des plus lents.

### Trottoir cyclable

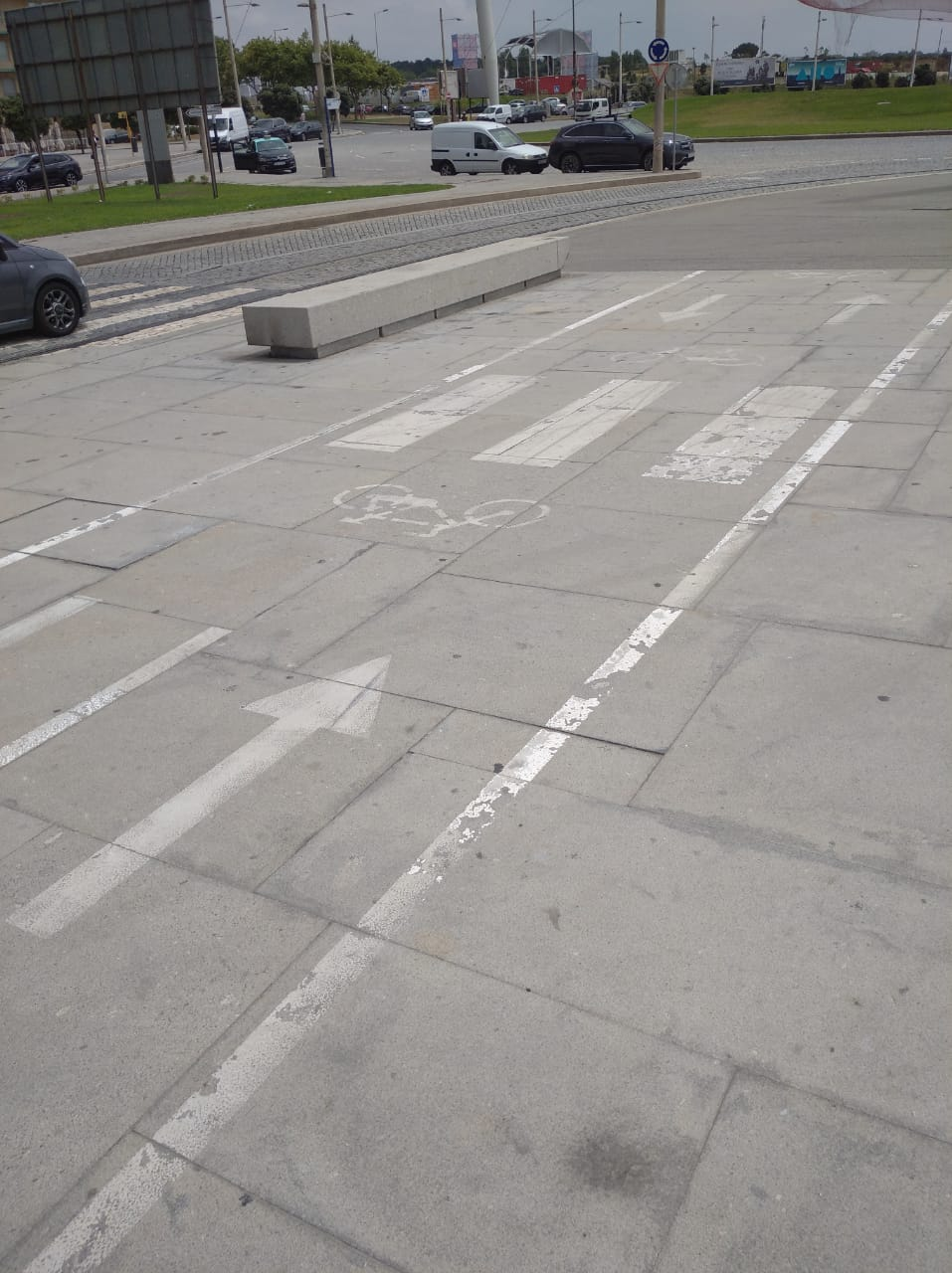
Trottoir cyclable avec marquage à Porto, Portugal.

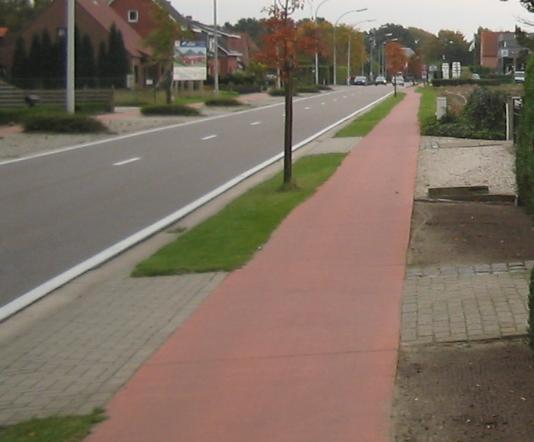
Trottoir partagé en Belgique.

Selon les pays et les endroits, la circulation des cycles sur le trottoir est autorisée ou tolérée. En Europe, elle est généralement interdite sauf aux jeunes enfants (par exemple, moins de 8 ans en France, 10 ans en Allemagne).
Un trottoir peut être ouvert à la circulation des vélos, soit sous forme de trottoir partagé, soit sous forme de marquage répartissant l'espace alloué aux cyclistes et celui alloué aux piétons. En l'absence de séparation nette des espaces de circulation les piétons sont strictement prioritaires et les cyclistes doivent adapter leur allure à leur encontre.
En agglomération, les trottoirs partagés peuvent poser des problèmes aux piétons les plus vulnérables (ex. : mal-voyants, malentendants, personnes âgées, enfants) qui vivent mal l'effet de surprise causé par l'approche d'un cycliste, et aux cyclistes quand le cheminement n'est pas assez viable (géométrie, encombrement éventuel). De plus, le trottoir partagé est une solution de facilité pour des aménageurs qui ne veulent pas requalifier entièrement une chaussée en agglomération en créant des pistes ou des bandes cyclables. Hors agglomération, la rareté des piétons et la vitesse élevée des véhicules motorisés fait du trottoir, de l'accotement ou de la contre-allée un cheminement cycliste pertinent efficace en section courante.

### Chaussée à voie centrale banalisée
Ce type d'aménagement concerne la totalité de la chaussée. Inventé en 1997 en Suisse sous le nom de « chaucidou » (chaussée pour les circulations douces), il est aussi appelé « chaussée à voie centrale banalisée », sa dénomination actuelle. Cet aménagement est adapté aux voies trop étroites pour envisager l'implantation de pistes ou bandes cyclables.
En pratique, il s'agit d'une voie centrale unique (sans marquage axial) destinée aux véhicules automobiles et de deux voies latérales destinées aux vélos, souvent plus étroites que des bandes cyclables. Les véhicules utilisant la voie centrale doivent négocier le croisement ; en France, en fonction du marquage latéral, les véhicules motorisés sont autorisés à mordre exceptionnellement sur les voies latérales (bandes de rive), ou n'y sont pas autorisés (marquage de bande cyclable).
La chaussée à voie centrale banalisée est utilisée dans les cas où aucune autre solution ne permet la sécurisation des cyclistes. Les retours sur expérience montrent que la CVCB améliore le sentiment de sécurité des cyclistes, notamment lors des dépassements ; cependant, malgré les panneaux explicatifs, tous les usagers motorisés ne connaissent pas encore son fonctionnement. En outre, ce dispositif est incompatible avec un stationnement des véhicules motorisés le long de la voie.
Ce type de chaussée est employé notamment aux Pays-Bas, en Allemagne, en Suisse, en France et en Belgique.

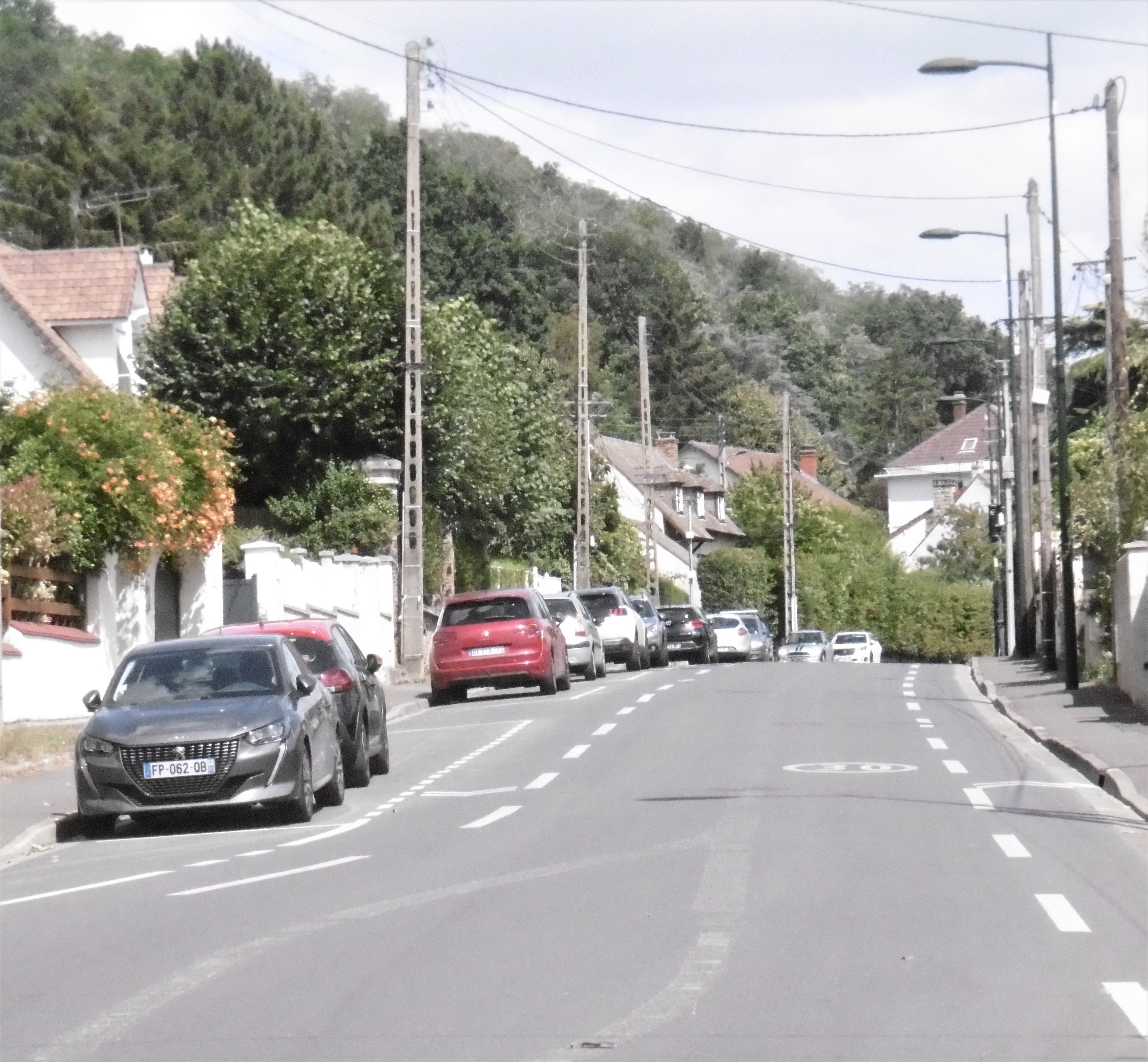
Chaussée à voie centrale banalisée limitée à 30 km/h à Palaiseau.
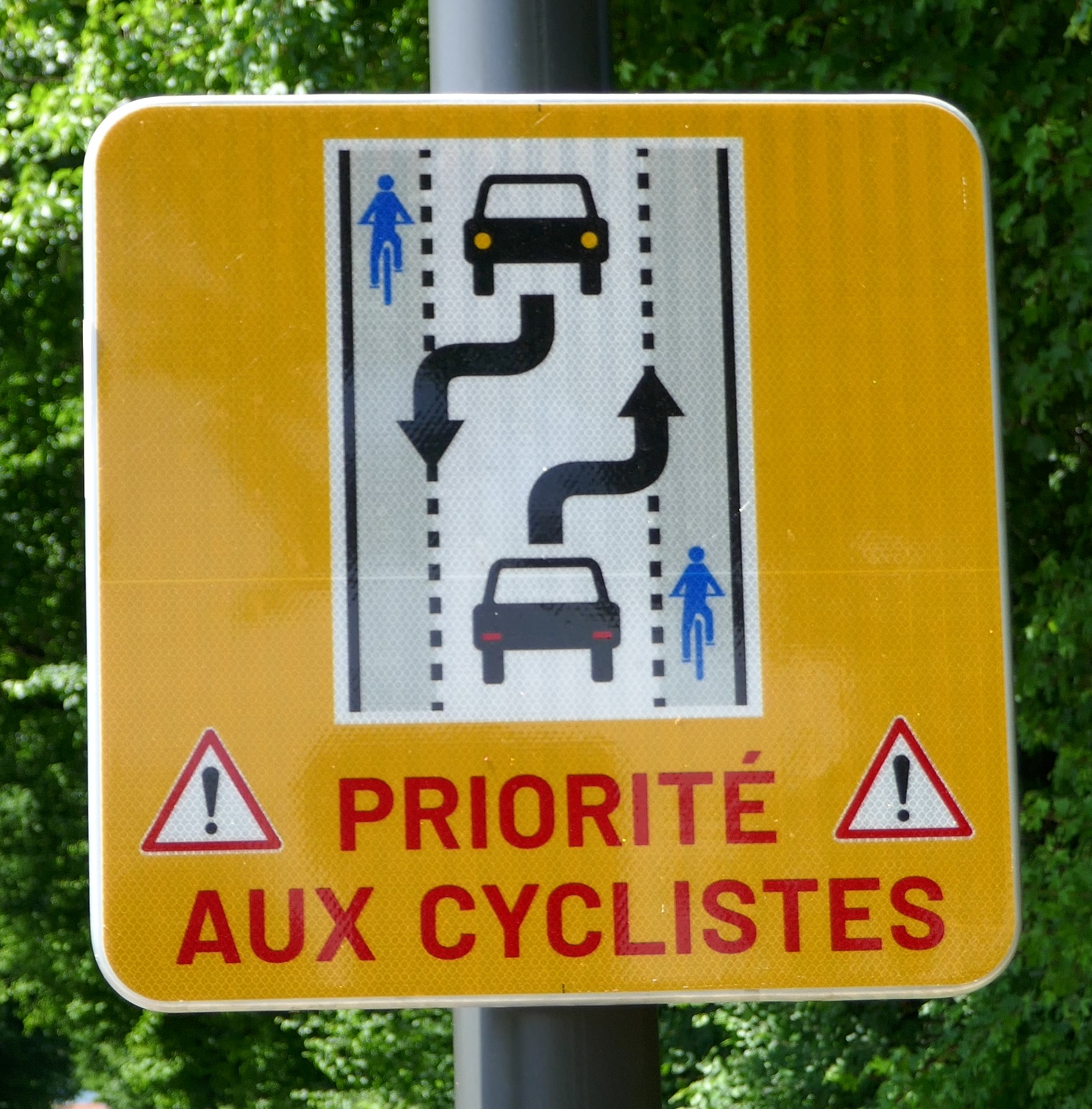
À Prévessin-Moëns.
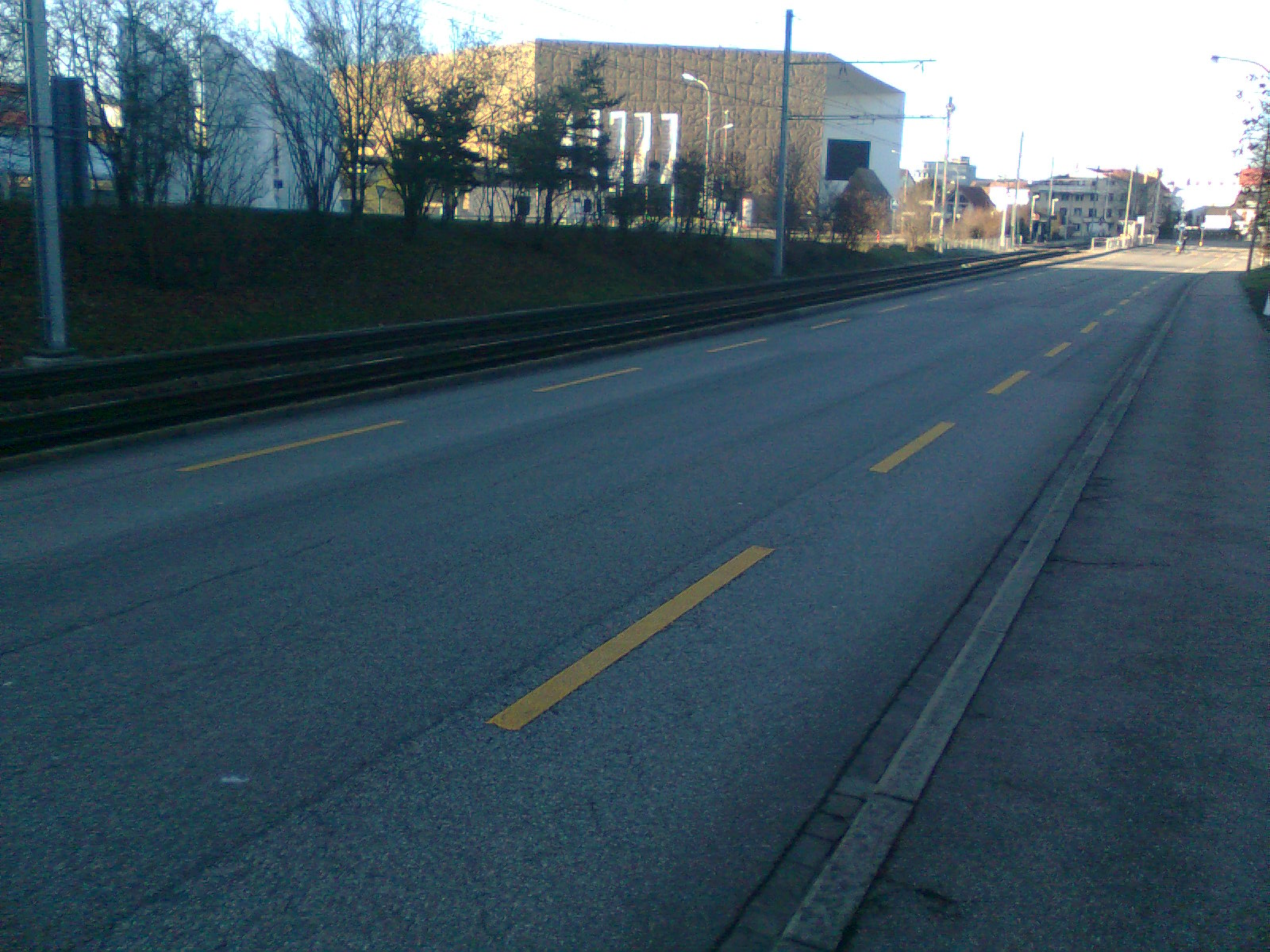
À Münchenstein.
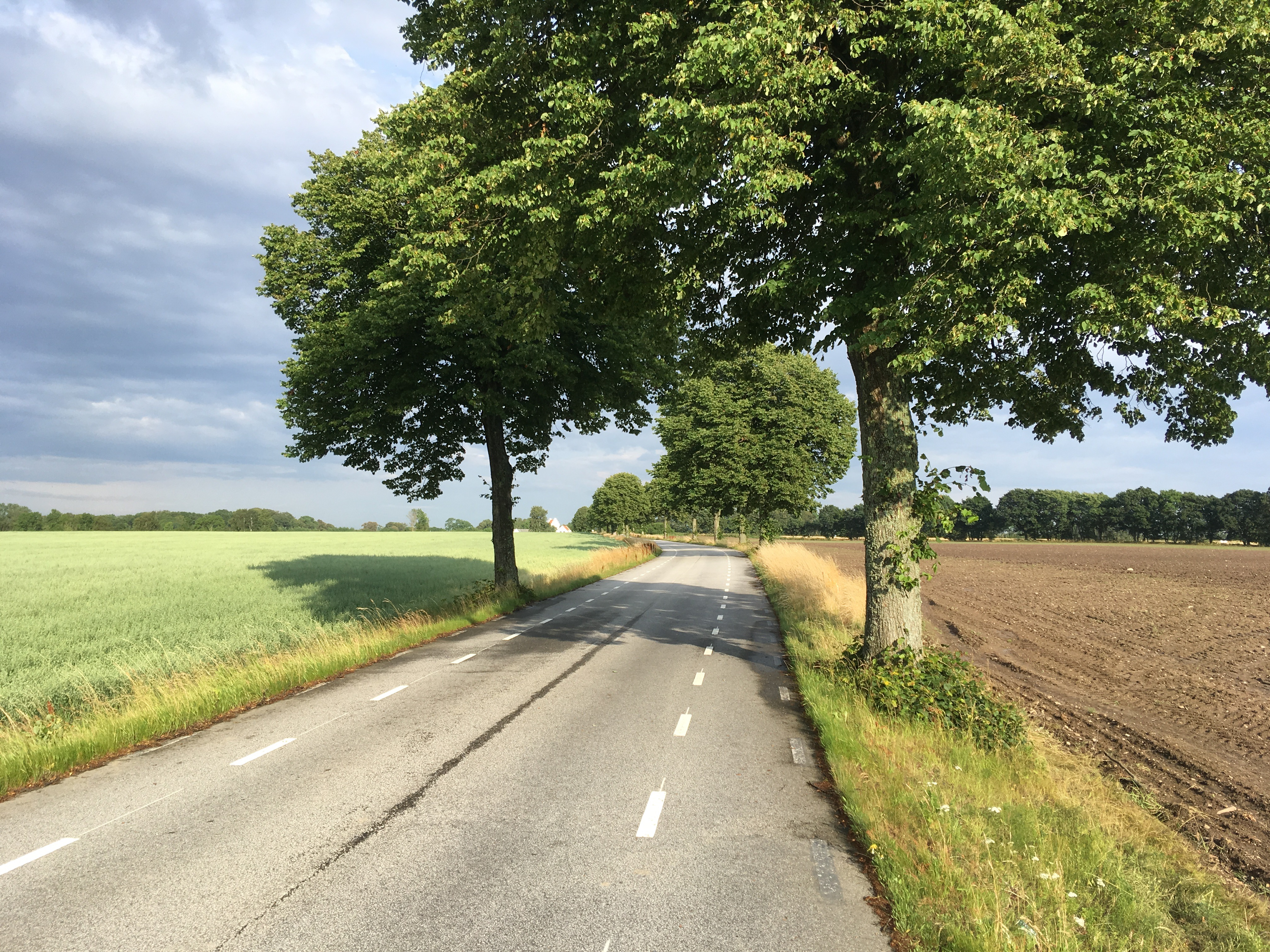
Vers Allerum.
Schéma danois.

### Sas cyclable, sas vélo

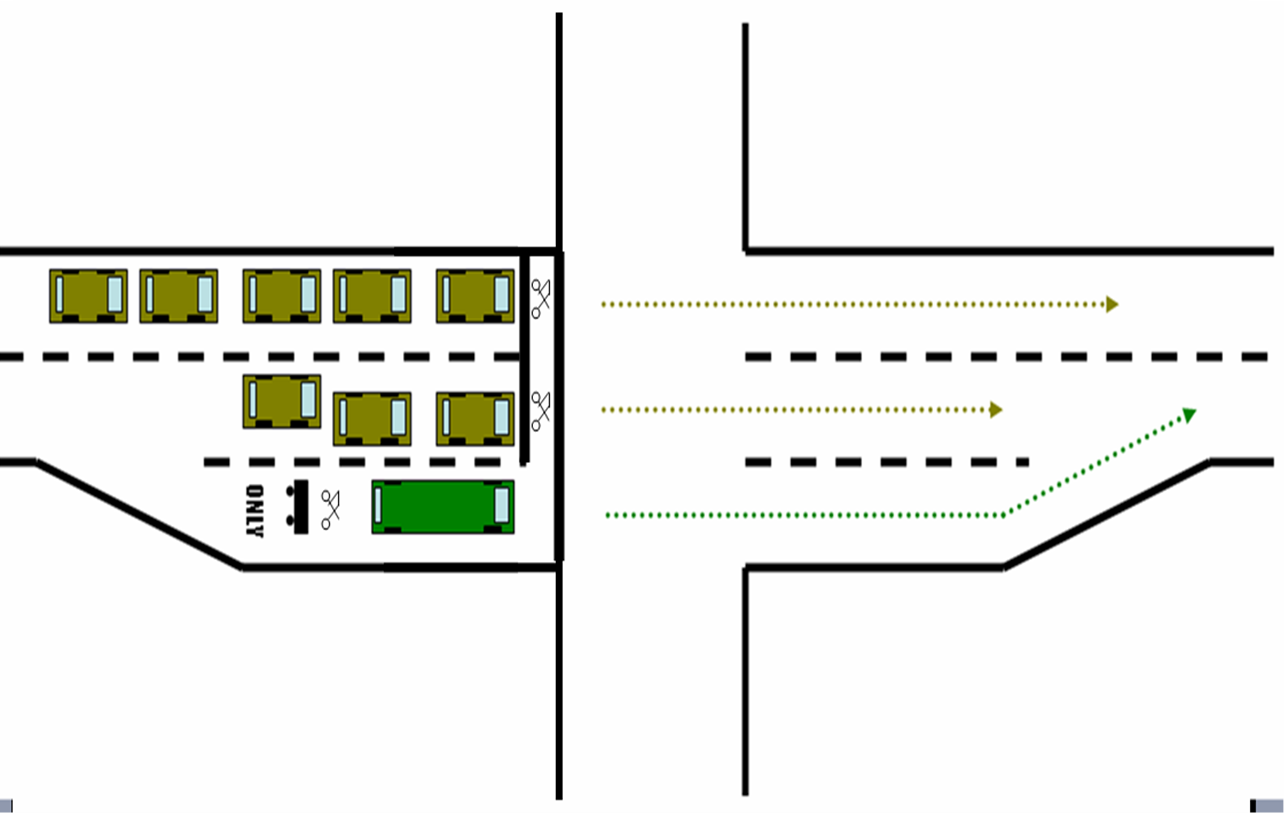
Sas cyclable et couloir de bus.

Un sas cyclable ou sas vélo est un espace réservé aux cyclistes entre la ligne d'arrêt des véhicules motorisés à un feu de signalisation et la ligne d'effet des feux ou un passage piétons. Il permet aux cyclistes de se placer devant les véhicules motorisés pour démarrer en toute sécurité (au démarrage, alors qu'il est encore à faible vitesse, un cycliste peut faire des écarts, et son équilibre est précaire), notamment pour tourner à gauche lorsqu'il y a plusieurs files de circulation.
Ce sas est généralement matérialisé par un pictogramme « vélo » peint dans l'espace de quelques mètres (de 2 à 5) entre la ligne d'arrêt des véhicules et le passage piétons. Un feu spécifique aux vélos peut également marquer la limite avant du sas, le feu pour les autres véhicules étant alors à l'arrière du sas. La synchronisation des deux feux peut même être réglée de telle sorte que les cyclistes disposent d'un temps d'avance sur les autres véhicules pour démarrer.
En pratique, dans certaines villes, les sas vélos sont peu respectés et les infractions rarement sanctionnées.

### Couloir de bus ouvert aux vélos

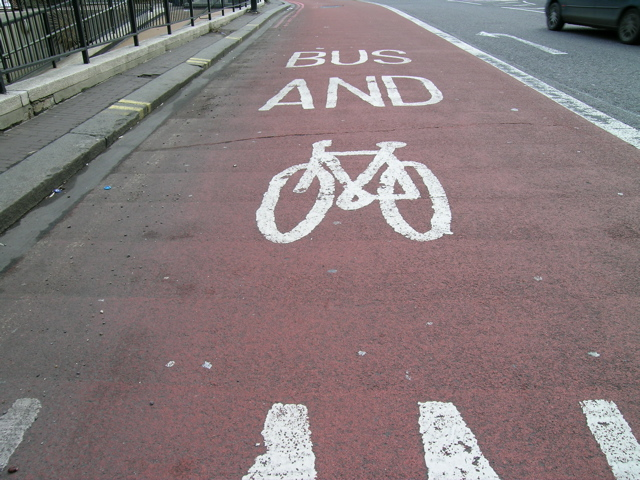
Marquage de sol en anamorphose sur une voie pour bus et vélo : Bus and « bike » lane, à Londres.

Un couloir de bus ouvert aux vélos est une file de circulation réservée normalement aux autobus de ville, taxis et véhicules de secours, mais où la circulation des vélos est également autorisée.
Certains couloirs de bus de ce type sont, de plus, élargis (en les portant de 3 m à 4,5 m) de manière à y réserver une sorte de bande cyclable côté trottoir.
Ce type d'aménagement a été mis en place lorsqu'on s'est aperçu que la vitesse moyenne des vélos et des autobus urbains étaient très proches, et qu'elles augmentaient sensiblement lorsque ces types de véhicules disposaient de voies spécifiques. Cependant, un peu comme pour les bandes cyclables, le risque de conflits aux intersections reste assez présent.
Le marquage au sol signalant les espaces de circulation proposés aux cyclistes se fait traditionnellement en anamorphose.

### Double-sens cyclable, sens interdit sauf vélos

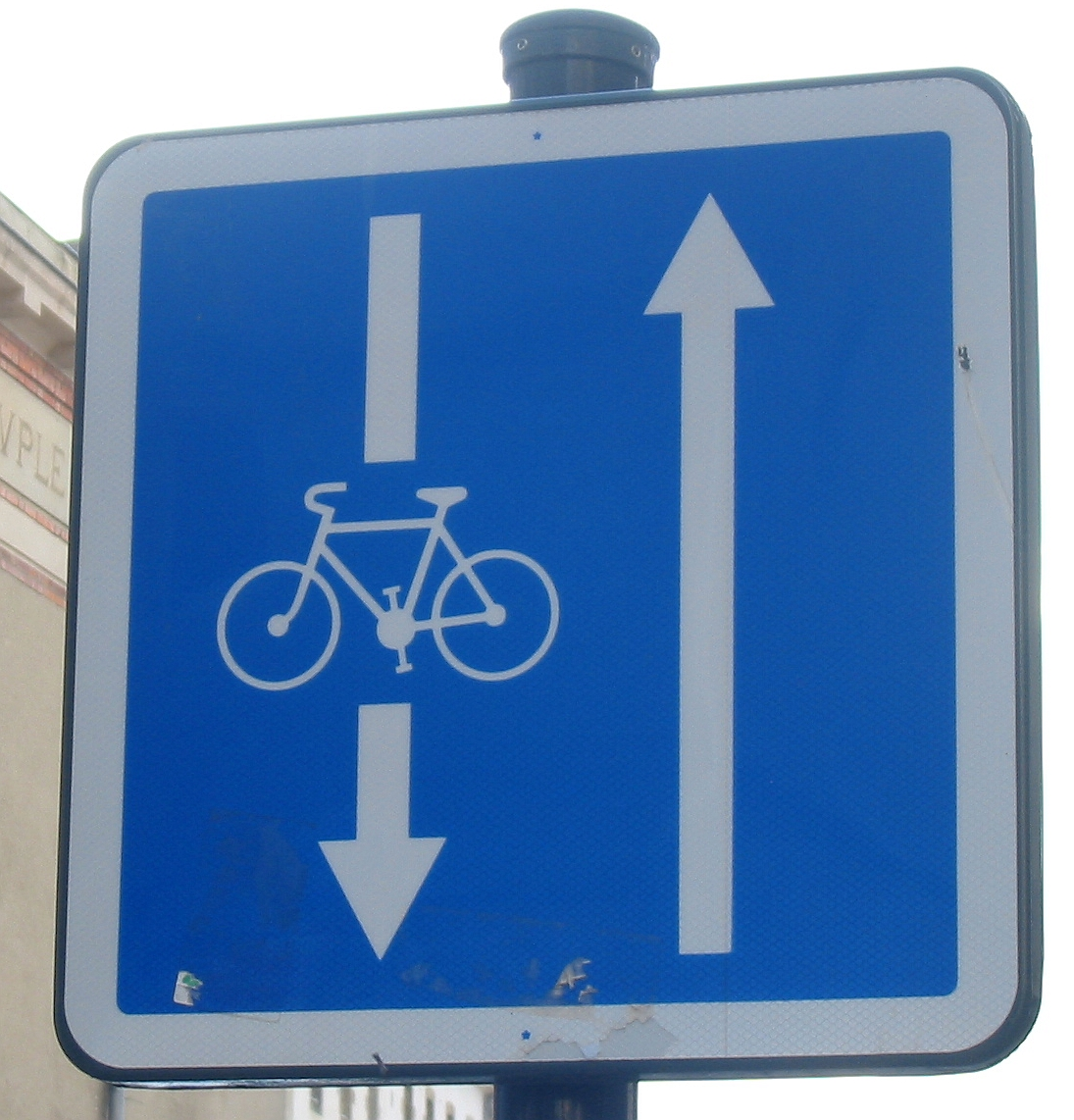
Panneau sens autorisé au trafic motorisé à Rennes.

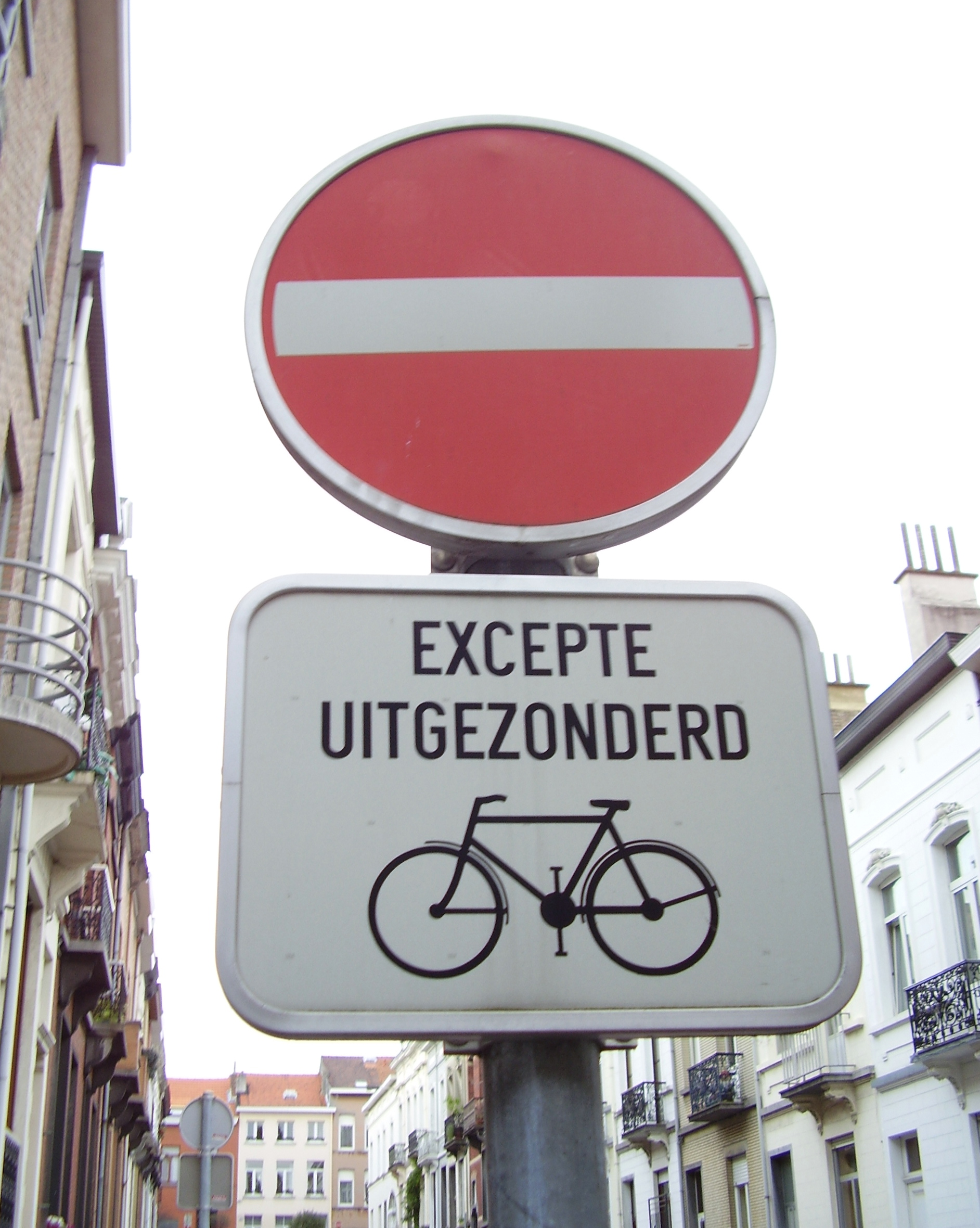
Panneau sens interdit au trafic motorisé à Bruxelles.

Un double-sens cyclable, parfois appelé « sens interdit sauf vélos » ou « sens unique limité », (dénomination belge) est un sens unique classique pour les véhicules motorisés, mais ouvert à la circulation des cyclistes dans les deux sens. Le terme de « contresens cyclable » (utilisé en France il y a quelques années) est désormais déconseillé car il sous-entend (par analogie à un contresens de voiture sur une autoroute par exemple) que les cyclistes utilisant cet aménagement réalisent une infraction.
En France, juridiquement, c'est une rue à double sens, dont un sens est réservé aux cycles. Il doit être signalé dans le sens de circulation des véhicules motorisés par un panneau « sens unique » complété du panonceau « vélos en sens inverse », et dans le sens interdit aux véhicules motorisés par un panneau « sens interdit » complété du panonceau « sauf vélos ».
Ce dispositif a pour avantage d'éviter aux cyclistes de longs détours, parfois par des axes chargés. Il s'avère très sûr, car les cyclistes et les automobilistes se voient mutuellement en se croisant. On en trouve de nombreux exemples dans les villes nordiques, néerlandaises, allemandes, belges et suisses (souvent plus de 80 % des rues en sens interdit en sont dotées), et de plus en plus de villes françaises en réalisent (à Strasbourg, au moins 40 % des rues en sens interdit sont équipées de double-sens cyclable).
L'inconvénient de cet aménagement, lorsqu'il n'est pas complètement intégré par les usagers de la rue, ou si la signalisation verticale et horizontale n'est pas adaptée, est le risque de conflits aux intersections et sorties de garages ou d'immeubles : la présence de cyclistes en sens inverse à celui des voitures n'est pas toujours bien anticipée.
En France, un décret en date du 30 juillet 2008 généralise le principe du double-sens cyclable dans les rues en sens unique des zones 30 et des zones de rencontre (sauf exceptions définies par arrêté municipal),.
Lors de son assemblée générale du 25 avril 2009, la FUBicy (aujourd'hui FUB) a attribué son « Guidon d’or » à la ville de Grenoble pour la mise en place de nombreux double-sens cyclables.

### Cédez-le-passage cycliste au feu rouge
Le « cédez-le-passage cycliste au feu rouge » est l'autorisation accordée aux cyclistes de franchir un feu rouge, pour effectuer un ou plusieurs mouvements après le feu, comme tourner à droite, aller tout droit ou encore tourner à gauche.

## Signalisation

### Couleur des voies

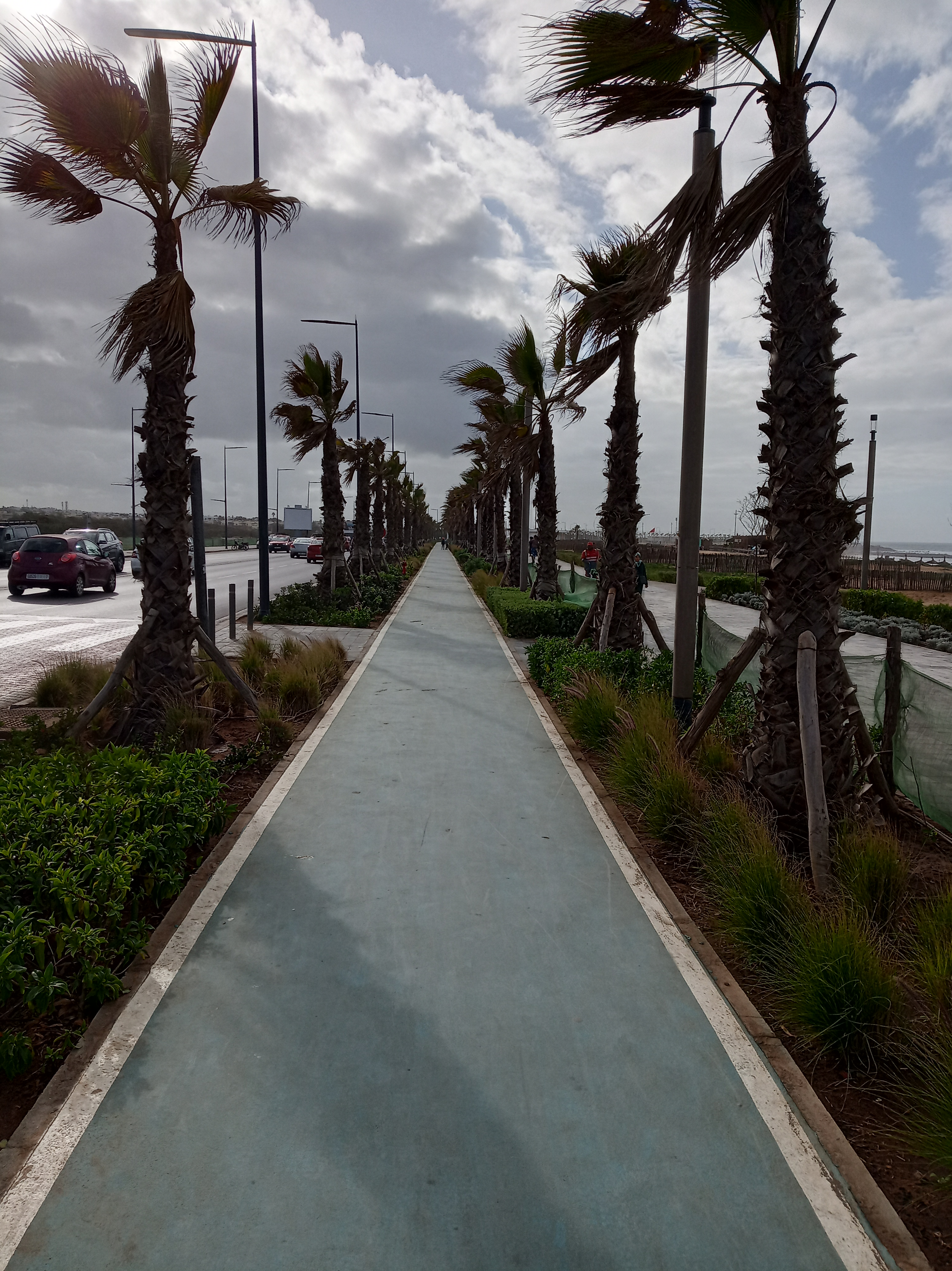
Piste cyclable verte à Casablanca (Maroc).

La couleur des voies varie suivant les pays. En France, la majorité des pistes n'est pas colorée mais on trouve certaines pistes peintes en vert, ce qui est désormais interdit car la peinture n'est pas durable[réf. nécessaire]. On trouve aussi parfois des pistes en rouge. Il n'y a pas de recommandation officielle.
Le rouge a l'avantage de pouvoir être réalisé par teinte dans la masse de l'enrobé, ce qui le rend très durable et peu coûteux. Le vert est aussi utilisé aux États-Unis. Le Danemark peint souvent ses voies cyclables urbaines en bleu.
Les Pays-Bas ont décidé que toutes les voies cyclables seraient rouges. Sur les anciennes infrastructures non colorées, seuls les carrefours ont des voies cyclables en rouge. La teinte est utilisée pour marquer la priorité cycliste. Bien que la majorité des voies cyclables soient prioritaires, quand ce n'est pas le cas en plus d'une ligne de stop cycliste il y a interruption de la couleur rouge.

### Le balisage du sol
Le balisage du sol est utilisé pour marquer la destination de la voie (symboles vélos), la séparation des voies, les autorisations de franchissement et les priorités.

#### Séparation des voies
En France, lorsque la séparation des voies est assurée par un balisage du sol, la largeur du balisage n'est pas considérée dans la largeur de la voie.

#### Priorités
Beaucoup de pays utilisent des triangles avec la pointe orientée vers l'axe non prioritaire pour marquer la priorité de la voie perpendiculaire (« dents de requin »). Ce n'est pas un balisage commun en France qui préfère la conjonction bande continue/bande discontinue.

### Les signaux lumineux
Les signaux lumineux spécifiques pour les cyclistes sont normés en France mais sont d'usage peu fréquent. Ces feux sont parfois associés à des boutons d'appel, mais tout comme les boutons d'appel pour piétons, ils n'ont pas toujours d'effet (désactivés ou pour usage nocturne uniquement, ce qui n'est jamais signalé).
Aux Pays-Bas, les feux cyclistes sont présents sur la majorité des carrefours avec signalisation et il y a souvent des séquences particulières donnant la priorité à la circulation cycliste. De plus, ces feux étant en position avancée par rapport aux feux du trafic motorisé, même sans séquence spécifique les vélos peuvent avoir traversé avant que les voitures tournant à droite aient atteint la voie cyclable.

### Les panneaux
Des panneaux de signalisation indiquent parfois aux cyclistes les directions à prendre et les distances, en particulier le long des véloroutes. La signalisation de certains cols comporte des bornes spéciales donnant aux cyclotouristes des informations sur leur position par rapport au sommet. Le réseau des aménagements cyclables peut être représenté sur une carte ou sur Internet.

## Coût
En Europe, le coût d'une infrastructure cyclable est très variable selon la nature de l'aménagement. En moyenne, en 2021, il s'établit à 200 000 €/km.

## Réseau cyclable
Un réseau cyclable est un tissu d'aménagements permettant de réaliser des déplacements à vélo. Pour un réseau cyclable, quatre qualités peuvent être retenues : longueur, continuité, maillage et entretien.
- La longueur du réseau permet de constituer de réels itinéraires. La ville de Paris, par exemple, dispose de 835 km de voies cyclables[51]. Par comparaison, la métropole de Strasbourg dispose de 600 km d'aménagements cyclables[52].
- La continuité du réseau permet au cycliste de relier de manière continue deux points d'intérêt[22].
- Le maillage du réseau permet d'atteindre tous les points par l'intermédiaire des aménagements cyclables. La constitution de cartes du réseau cyclable (par exemple : la carte du réseau cyclable de la ville de Nanterre[53]) permet d'observer la globalité de ce réseau, ses manques et d'organiser les parcours. La carte permet également d'observer la cohérence du réseau entre plusieurs municipalités, par exemple à l'échelle du département ou de la région. La région Île-de-France, par exemple, met à disposition le plan des voies cyclables[54] qui permet d'observer le manque de cohérence globale du réseau cyclable, une situation qui s'améliore progressivement, notamment depuis l'adoption du « plan vélo » par la région en 2011[55].
- L'entretien du réseau cyclable permet d'utiliser les aménagements en pratique. En effet, les gravillons (parfois rejetés par la circulation des autres véhicules), la présence de haies non taillées, les objets abandonnés, sont autant d'obstacles qui rendent l'utilisation concrète de l'aménagement cyclable impossible.
- Les réseaux express vélo constitués de cyclostrades présentent en complément le caractère de « capacité » pour absorber des flux importants de cyclistes sur des axes très fréquentés[56].

Le site pistes-cyclables.com propose des cartes du réseau des pistes cyclables françaises par région.

## Autres aménagements

### Stationnement des vélos

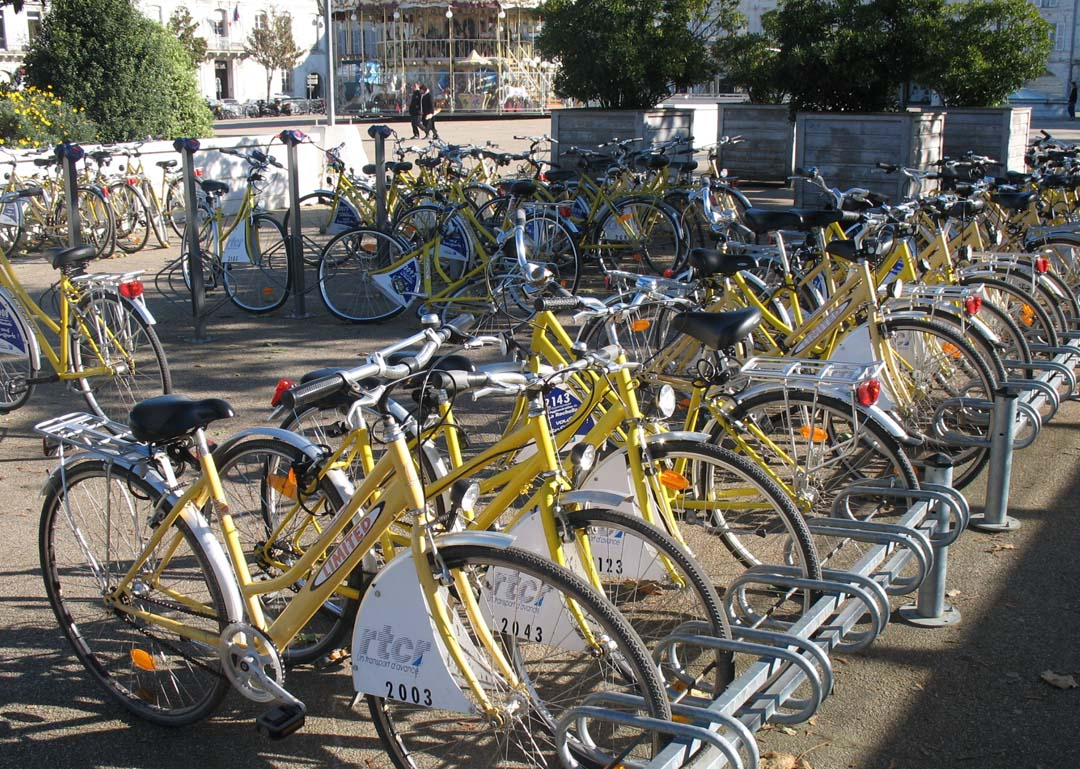
Les « vélos jaunes » gratuits de La Rochelle.

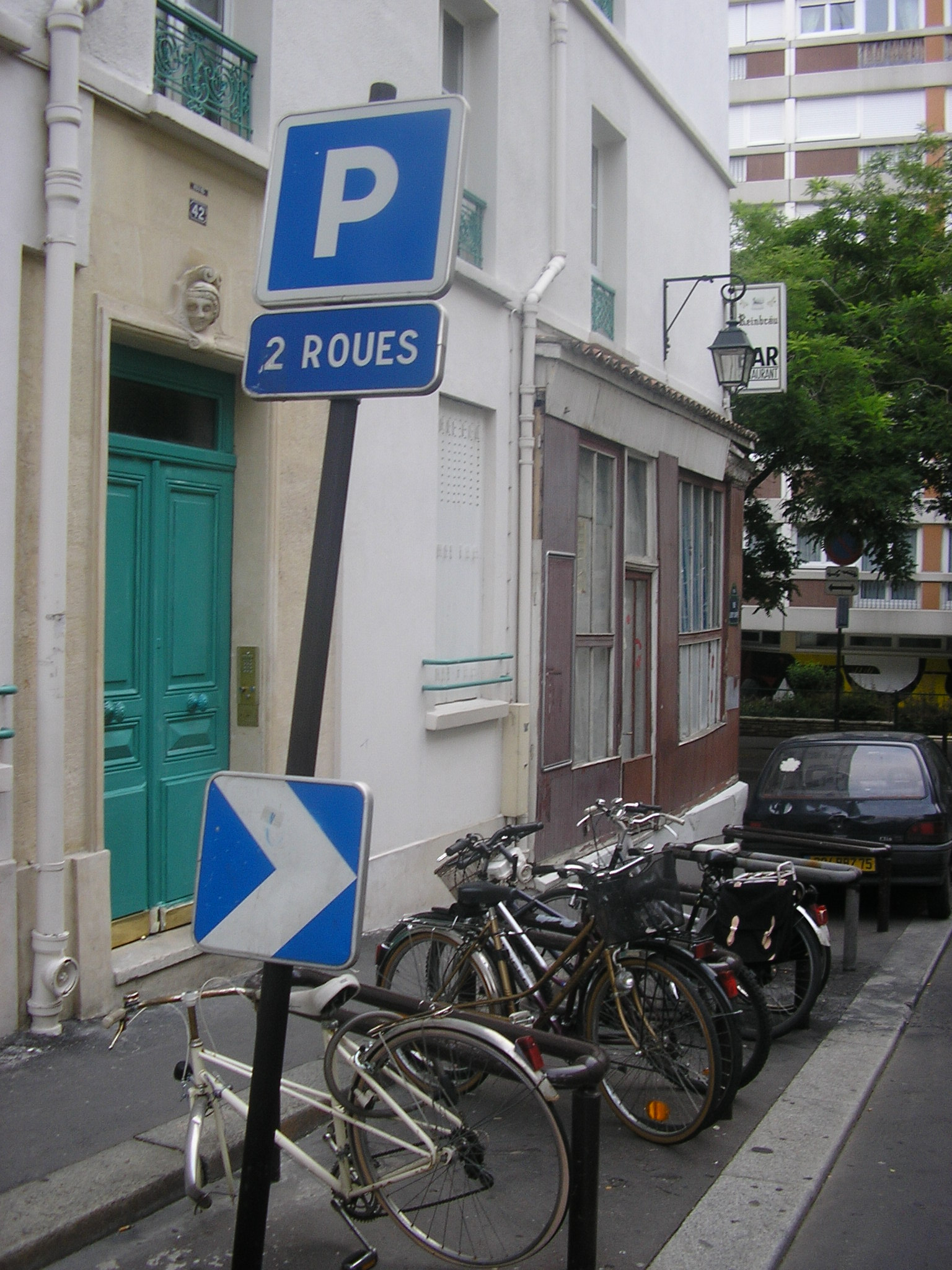
Parc à vélos à Paris.

Un parc à vélos est une zone réservée au stationnement des bicyclettes sur l'espace public. Il est constitué de supports physiques tels que des arceaux qui permettent à la fois de maintenir les vélos verticaux et d'attacher leur cadre à un point fixe pour éviter le vol.
Leur implantation en milieu urbain se fait généralement aux abords des stations de transport en commun (train, métro, tramway, bus) et des parcs de stationnement automobile pour favoriser la multimodalité, notamment en périphérie de l'aire urbaine, comme dans les zones fortement achalandées (centre-ville, entrées des voies piétonnes, etc.).
Dans certains cas, les parcs peuvent être gardés ou surveillés, pour limiter les risques de vol lors de stationnements prolongés. Le stationnement est alors le plus souvent payant, et des services peuvent être associés au gardiennage : petites réparations, entretien courant, etc.

### Vélopartage

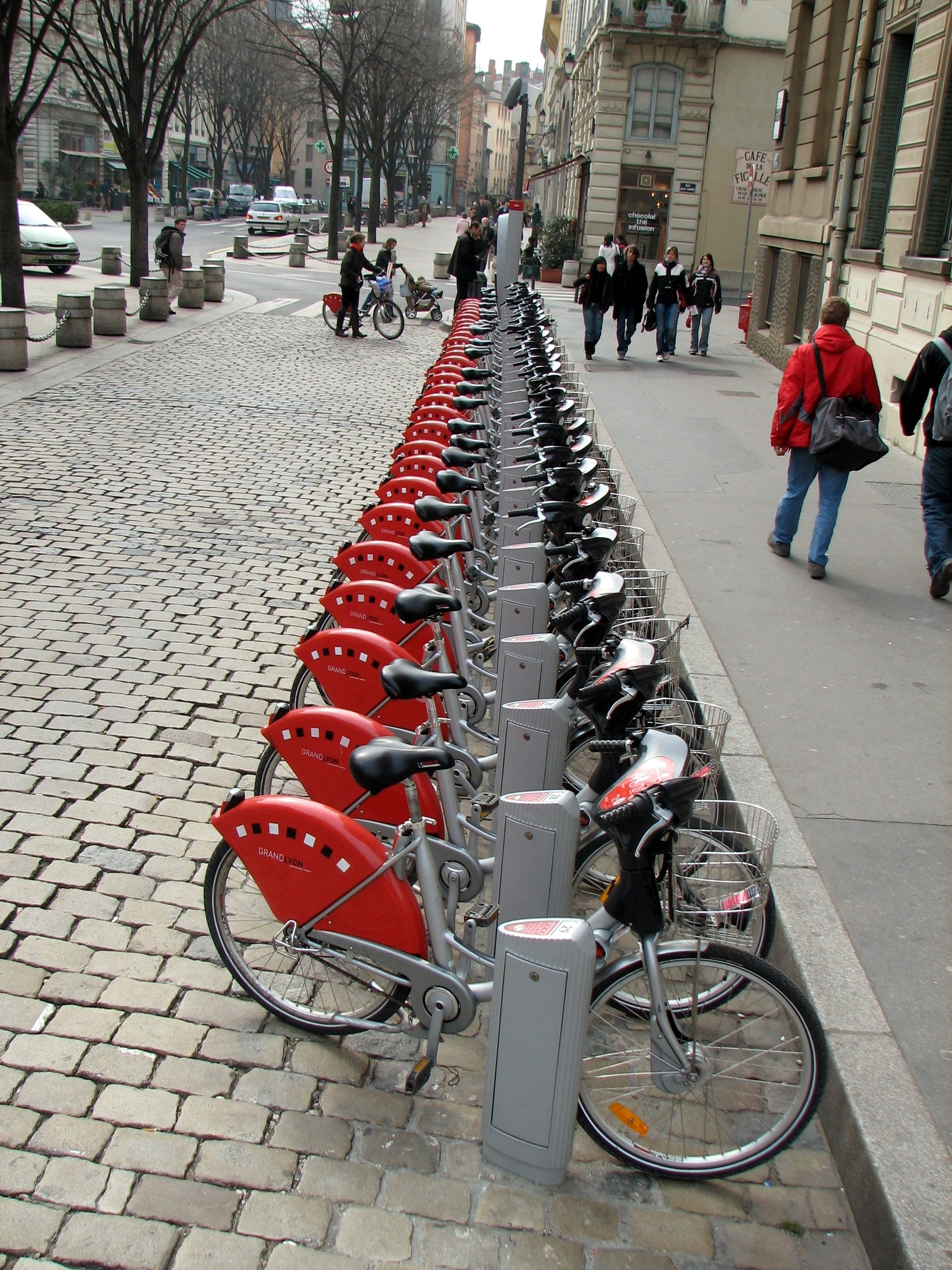
Le service de vélos en libre-service nommé « Vélo'v » est proposé à Lyon et Villeurbanne.

Un cas particulier de parc à vélos est celui des systèmes de vélos en libre-service (avec stations). Il s'agit d'un service le plus souvent municipal, proposant aux usagers un vélo en libre-service, sous réserve d'un abonnement temporel (de quelques heures à une année). Chaque vélo est accroché à une borne, constituant une station. L'usager identifié peut en détacher le vélo pour l'utiliser, et doit le ramener à une autre borne libre dans un laps de temps donné, sans quoi l'usager se voit pénalisé. La gestion informatique du parc permet de réapprovisionner les stations et de contrôler l'état des vélos. L'augmentation continuelle du nombre de villes proposant ce service fait que le vélopartage tend à devenir un moyen de transport public à part entière.
En France, le premier système de vélopartage implanté fut celui de La Rochelle et ses « vélos jaunes » dès 1974. Le premier système à gestion informatique fut celui de Rennes en 1998. Le plus important demeure le Vélib' de Paris, qui compte en 2008 plus de 20 000 vélos, en 2019 près de 16 000.